# Rey desnudo y chico muerto
Rey desnudo y chico muerto es una obra de teatro del candidato a los Premios Goya y director del Festival de Santurtzi Iñigo Cobo. 
Tras dirigir en escena Todo saldrá bien, el dramaturgo estrena este drama en tres actos en 2022 en la sala Pabellón 6 de Bilbao, con posterior gira por Euskadi.

## Argumento
Rey desnudo y chico muerto trata sobre la deuda histórica de la juventud LGTBI actual hacia las generaciones que la preceden. Pone el foco en los delitos de odio, con la mirada puesta en personajes históricos como Heliogábalo o Federico II, o en la crisis del sida con una narrativa que entrelaza pasado y presente.
La obra muestra a nivel escénico cierta complejidad debido a que los actores representan a varios personajes que saltan en el tiempo. 

## Reparto

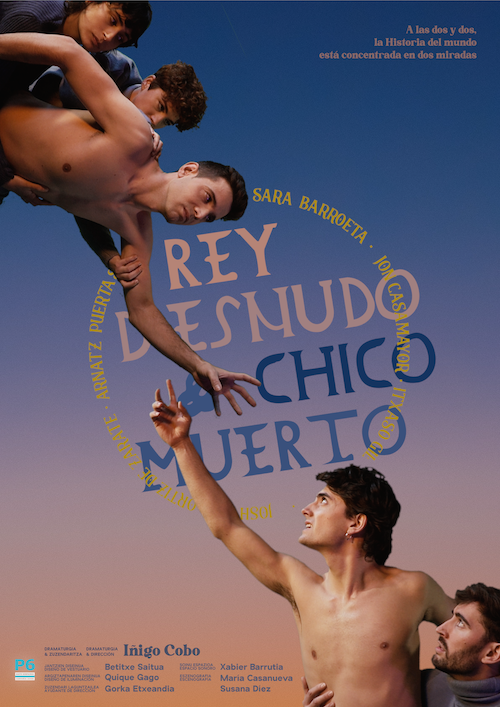
Cartel de la obra Rey desnudo y chico muerto en su estreno en Pabellón 6 (2022).

El elenco original forma parte de la Gazte Konpainia y como protagonista figura un joven Arnatz Puertas (El Internado en Prime Video e Intimidad en Netflix).
| Elenco original      | Personaje                                                               |
| -------------------- | ----------------------------------------------------------------------- |
| Sara Barroeta        | Haizea Beristian Federico II                                            |
| Jon Casamayor        | Christian Odriozola (sobrino) Christian Odriozola (tío)                 |
| Itxaso Gil           | Giuliana Ibarluzea Theresa Frare Shintarö Ishihara Federico Guillermo I |
| Josh Ortiz de Zárate | Xabier Trespaderne Hans Hermann von Katte                               |
| Arnatz Puertas       | Jon Zabalbide Heliogábalo                                               |

## Crítica
La crítica destacó la versatilidad del elenco y la valentía de Iñigo Cobo. Gracias al éxito de público, consiguió mantenerse en cartelera durante la temporada 2022/23 en distintos escenarios vascos formando parte del cartel de varios festivales durante 2022.
Tanto medios generalistas como especializadosmanifiestan la relevancia escénica de Rey desnudo y chico muerto desde su estreno, así como el reconocimiento de la labor directiva de Iñigo Cobo que, con su consolidación en la dramaturgia sale de la zona de confort como director de largometrajes documentales tales como Generación Anti Todo.

## Edición literaria
En abril de 2024 Kabo&Bero Ediciones editó el texto teatral con prólogo del Premio Nacional de Teatro Ramón Barea, además de varias fotografías del elenco original, la banda sonora original de la obra creada por Xabier Barrutia y una playlist que el propio autor aporta como inspiración, poniendo de nuevo la obra en primera fila de los medios y dándola a conocer a nivel nacional.En poco más de un mes, la edición escrita alcanzó una segunda reimpresión, tal y como expone la editorial en su web y redes sociales.
La presentación del texto editadose realizó en Hika Ateneo, con un coloquio entre el autor y Ramón Barea tras el cual el elenco original reinterpretó el primer acto. 

## Participación en festivales
- 19ª edición del Festival LGTBIQ+ Zinegoak.
- 43.ª edición del Festival Internacional de Teatro de Santurtzi.

## Premios y reconocimientos
- Texto seleccionado para ser valorado en el XI Encuentro de Autores con Traductores 2023 de la Fundación SGAE.